# Élections municipales de 2020 dans la Somme
Les élections municipales de 2020 dans la Somme étaient prévues les 15 et 22 mars 2020. Comme dans le reste de la France, le report du second tour est annoncé en pleine crise sanitaire liée à la propagation du coronavirus (Covid-19).
À l'exception notable d'Amiens, la droite perd les villes gagnées lors du scrutin précédent, à Montdidier et Péronne. Cependant à Abbeville, l'UDI prend la ville au maire sortant, représentant du parti présidentiel La République en marche (élu sous étiquette socialiste en 2014). 
La gauche remporte des victoires comme à Corbie (perdue par le PS en 1989) et Ham (perdue par le PC en 1989). Toutefois, les communistes perdent la ville de Longueau qu'ils géraient depuis 1925.

## Maires sortants et maires élus
| Commune                | Population | Maire sortant              | Parti | Parti    | Maire élu                   | Parti | Parti    |
| ---------------------- | ---------- | -------------------------- | ----- | -------- | --------------------------- | ----- | -------- |
| Abbeville              | 23 231     | Nicolas Dumont*            |       | LREM     | Pascal Demarthe             |       | UDI      |
| Ailly-sur-Noye         | 2 833      | Marie-Hélène Marcel        |       | DVD      | Pierre Durand               |       | DVG      |
| Ailly-sur-Somme        | 2 952      | Catherine Bénédini-Polleux |       | PS       | Catherine Bénédini-Polleux  |       | PS       |
| Airaines               | 2 383      | Albert Noblesse            |       | LR       | Albert Noblesse             |       | LR       |
| Albert                 | 9 951      | Claude Cliquet             |       | UDI      | Claude Cliquet              |       | UDI      |
| Amiens                 | 133 755    | Brigitte Fouré             |       | UDI      | Brigitte Fouré              |       | UDI      |
| Beauval                | 2 036      | Bernard Thuillier          |       | SE       | Bernard Thuillier           |       | SE       |
| Boves                  | 3 138      | Daniel Parisot*            |       | DVD      | Maryse Vandepitte           |       | DVD      |
| Camon                  | 4 397      | Jean-Claude Renaux         |       | PCF      | Jean-Claude Renaux          |       | PCF      |
| Cayeux-sur-Mer         | 2 445      | Jean-Paul Lecomte          |       | DVC      | Jean-Paul Lecomte           |       | DVC      |
| Chaulnes               | 2 026      | Thierry Linéatte           |       | PS       | Thierry Linéatte            |       | PS       |
| Corbie                 | 6 288      | Alain Babaut*              |       | UDI      | Ludovic Gabrel              |       | DVG      |
| Doullens               | 6 279      | Christian Vlaeminck*       |       | UDI      | Christelle Hiver            |       | DVD      |
| Feuquières-en-Vimeu    | 2 499      | Bernard Davergne           |       | PS       | Bernard Davergne            |       | PS       |
| Flesselles             | 2 016      | Bernard Binoist            |       | PS       | Bernard Binoist             |       | PS       |
| Flixecourt             | 3 142      | Patrick Gaillard           |       | PCF      | Patrick Gaillard            |       | PCF      |
| Fressenneville         | 2 181      | Jean-Jacques Leleu         |       | DVG      | Jean-Jacques Leleu          |       | DVG      |
| Friville-Escarbotin    | 4 638      | Nicole Morel               |       | DVG      | Nicole Morel                |       | DVG      |
| Gamaches               | 2 480      | Daniel Destruel*           |       | PS       | Jean-Paul Mongne            |       | DVG      |
| Ham                    | 4 640      | Grégory Labille            |       | LR       | Eric Legrand                |       | DVG      |
| Longueau               | 5 550      | Colette Finet*             |       | PCF      | Pascal Ourdouillé           |       | DVG      |
| Mers-les-Bains         | 2 655      | Michel Delépine            |       | DVD      | Michel Delépine             |       | DVD      |
| Montdidier             | 6 274      | Isabelle Carpentier*       |       | SE       | Catherine Quignon-Le Tyrant |       | PS       |
| Moreuil                | 3 992      | Dominique Lamotte          |       | DVD      | Dominique Lamotte           |       | DVD      |
| Nesle                  | 2 314      | José Rioja Fernandez       |       | DVD      | Frédéric Demule             |       | UDI      |
| Péronne                | 7 628      | Thérèse Dheygers           |       | UDI      | Gautier Maes                |       | DVC      |
| Poix-de-Picardie       | 2 358      | Rose-France Delaire        |       | PS       | Rose-France Delaire         |       | PS       |
| Pont-de-Metz           | 2 411      | Loïc Bulant                |       | SE       | Loïc Bulant                 |       | SE       |
| Rivery                 | 3 544      | Bernard Bocquillon         |       | PS       | Bernard Bocquillon          |       | PS       |
| Rosières-en-Santerre   | 3 008      | Daniel Prouille*           |       | DVD      | Françoise Maille-Barbare    |       | DVD      |
| Roye                   | 5 864      | Pascal Delnef              |       | PS       | Pascal Delnef               |       | PS       |
| Rue                    | 3 106      | Richard Renard             |       | DVD      | Jacky Thueux                |       | DVG      |
| Saint-Valery-sur-Somme | 2 469      | Stéphane Haussoulier       |       | DVD      | Stéphane Haussoulier        |       | DVD      |
| Saleux                 | 2 805      | Ernest Candela*            |       | DVD      | Isabelle Rambour            |       | SE       |
| Salouël                | 4 044      | Jean-René Hémart*          |       | DVD      | Franck Darragon             |       | LC       |
| Vignacourt             | 2 338      | Stéphane Ducrotoy          |       | App. UDI | Stéphane Ducrotoy           |       | App. UDI |
| Villers-Bretonneux     | 4 425      | Patrick Simon              |       | DVD      | Didier Dinouard             |       | DVD      |
| * Ne se représente pas |            |                            |       |          |                             |       |          |

### Résultats en nombre de maires
| Partis                          | Partis                               | Maires sortants | Maires élus | Évolution     |
| ------------------------------- | ------------------------------------ | --------------- | ----------- | ------------- |
|                                 | Divers gauche                        | 2               | 8           | 6             |
|                                 | Parti socialiste                     | 8               | 8           | en stagnation |
|                                 | Parti communiste français            | 3               | 2           | 1             |
| Gauche                          | Gauche                               | 13              | 18          | 5             |
|                                 |                                      |                 |             |               |
|                                 | Divers droite                        | 11              | 7           | 4             |
|                                 | Union des démocrates et indépendants | 6               | 5           | 1             |
|                                 | Les Centristes                       | 0               | 1           | 1             |
|                                 | Les Républicains                     | 2               | 1           | 1             |
| Union de la droite et du centre | Union de la droite et du centre      | 19              | 14          | 5             |
|                                 |                                      |                 |             |               |
|                                 | Divers centre                        | 1               | 2           | 1             |
|                                 | La République en marche              | 1               | 0           | 1             |
| Centre                          | Centre                               | 2               | 2           | en stagnation |
|                                 |                                      |                 |             |               |
|                                 | Sans étiquette                       | 3               | 3           | en stagnation |
| Divers                          | Divers                               | 3               | 3           | en stagnation |
|                                 |                                      |                 |             |               |
| Total                           | Total                                | 37              | 37          |               |

## Résultats dans les communes de plus de3 000 habitants

### Abbeville
- Maire sortant : Nicolas Dumont (LREM)
- 35 sièges à pourvoir au conseil municipal (population légale 2017 : 22 946 habitants)
- 30 sièges à pourvoir au conseil communautaire (CA de la Baie de Somme)

| Tête de liste                           | Tête de liste            | Liste                    | Premier tour | Premier tour | Second tour | Second tour | Sièges | Sièges |
| Tête de liste                           | Tête de liste            | Liste                    | Voix         | %            | Voix        | %           | CM     | CC     |
| --------------------------------------- | ------------------------ | ------------------------ | ------------ | ------------ | ----------- | ----------- | ------ | ------ |
|                                         | Pascal Demarthe          | UDI - LR                 | 2 211        | 31,23        | 3 062       | 41,66       | 26     | 22     |
| Fiers d'être Abbevillois                |                          |                          | 2 211        | 31,23        | 3 062       | 41,66       | 26     | 22     |
|                                         | Aurélien Dovergne        | LREM                     | 2 021        | 28,54        | 2 161       | 29,40       | 5      | 4      |
| Abbeville Ensemble                      |                          |                          | 2 021        | 28,54        | 2 161       | 29,40       | 5      | 4      |
|                                         | Angelo Tonolli           | LFI - PCF - EÉLV - PS    | 1 420        | 20,05        | 1 509       | 20,53       | 3      | 3      |
| Abbeville demain, Abbeville debout      |                          |                          | 1 420        | 20,05        | 1 509       | 20,53       | 3      | 3      |
|                                         | Patricia Chagnon         | RN                       | 1 019        | 14,39        | 617         | 8,39        | 1      | 1      |
| Pour Abbeville                          |                          |                          | 1 019        | 14,39        | 617         | 8,39        | 1      | 1      |
|                                         | Michel Kfoury            | SE                       | 296          | 4,18         |             |             |        |        |
| Abbeville EnVies                        |                          |                          | 296          | 4,18         |             |             |        |        |
|                                         | Georges Dovergne         | LO                       | 112          | 1,58         |             |             |        |        |
| Faire entendre le camp des travailleurs |                          |                          | 112          | 1,58         |             |             |        |        |
|                                         |                          |                          |              |              |             |             |        |        |
| Votes valides                           | Votes valides            | Votes valides            | 7 079        | 95,83        | 7 484       | 98,84       |        |        |
| Votes blancs                            | Votes blancs             | Votes blancs             | 84           | 1,14         | 88          | 1,16        |        |        |
| Votes nuls                              | Votes nuls               | Votes nuls               | 224          | 3,03         | 0           | 0           |        |        |
| Total                                   | Total                    | Total                    | 7 387        | 100,00       | 7 572       | 100,00      | 35     | 30     |
| Abstention                              | Abstention               | Abstention               | 10 445       | 58,57        | 10 256      | 57,53       |        |        |
| Inscrits / participation                | Inscrits / participation | Inscrits / participation | 17 832       | 41,43        | 17 828      | 42,47       |        |        |

### Albert
- Maire sortant : Claude Cliquet (UDI)
- 29 sièges à pourvoir au conseil municipal (population légale 2017 : 9 928 habitants)
- 24 sièges à pourvoir au conseil communautaire (CC du Pays du Coquelicot)

|                                               | Stéphane Demilly | UDI            | 1 618 | 50,96  | 22 | 19 |  |  |
| Plus haut, plus fort, plus loin pour Albert ! |                  |                | 1 618 | 50,96  | 22 | 19 |  |  |
|                                               | Eric Coulon      | DVD            | 910   | 28,66  | 4  | 3  |  |  |
| La parole aux Albertins 2020!                 |                  |                | 910   | 28,66  | 4  | 3  |  |  |
|                                               | Romain Mareen    | PS - PCF       | 647   | 20,37  | 3  | 2  |  |  |
| Albert de toutes nos forces                   |                  |                | 647   | 20,37  | 3  | 2  |  |  |
|                                               |                  |                |       |        |    |    |  |  |
| Inscrits                                      | Inscrits         | Inscrits       | 7 152 | 100,00 |    |    |  |  |
| Abstentions                                   | Abstentions      | Abstentions    | 3 865 | 54,04  |    |    |  |  |
| Votants                                       | Votants          | Votants        | 3 287 | 45,96  |    |    |  |  |
| Blancs et nuls                                | Blancs et nuls   | Blancs et nuls | 112   | 3,41   |    |    |  |  |
| Exprimés                                      | Exprimés         | Exprimés       | 3 175 | 96,59  |    |    |  |  |

### Amiens
- Maire sortante: Brigitte Fouré (UDI)
- 55 sièges à pourvoir au conseil municipal (population légale 2017 : 134 057 habitants)
- 48 sièges à pourvoir au conseil communautaire (CA Amiens Métropole)

| Tête de liste                                            | Tête de liste            | Liste                                      | Premier tour | Premier tour | Second tour | Second tour | Sièges | Sièges |  |
| Tête de liste                                            | Tête de liste            | Liste                                      | Voix         | %            | Voix        | %           | CM     | CC     |  |
| -------------------------------------------------------- | ------------------------ | ------------------------------------------ | ------------ | ------------ | ----------- | ----------- | ------ | ------ |  |
|                                                          | Brigitte Fouré           | UDI - LR - LREM - MoDem - Agir - LC        | 6 776        | 29,89        | 9 777       | 45,79       | 40     | 35     |  |
| Amiens ensemble                                          |                          |                                            | 6 776        | 29,89        | 9 777       | 45,79       | 40     | 35     |  |
|                                                          | Julien Pradat            | PD - LFI - EÉLV - PCF - E! - PS - G.s - PP | 5 782        | 25,50        | 7 676       | 35,95       | 10     | 9      |  |
| Amiens c'est l'tien                                      |                          |                                            | 5 782        | 25,50        | 7 676       | 35,95       | 10     | 9      |  |
|                                                          | Renaud Deschamps         | DVD                                        | 2 508        | 11,06        | 3 897       | 18,25       | 5      | 4      |  |
| Amiens au cœur                                           |                          |                                            | 2 508        | 11,06        | 3 897       | 18,25       | 5      | 4      |  |
|                                                          | Fany Ruin                | LREM diss. - MR                            | 2 243        | 9,89         |             |             |        |        |  |
| Une ambition pour Amiens avec Fany Ruin                  |                          |                                            | 2 243        | 9,89         |             |             |        |        |  |
|                                                          | Christophe Porquier      | ECO - LREM diss.                           | 2 212        | 9,75         |             |             |        |        |  |
| Amiens en couleurs                                       |                          |                                            | 2 212        | 9,75         |             |             |        |        |  |
|                                                          | Pierre-Jean Jouve        | RN                                         | 1 910        | 8,42         |             |             |        |        |  |
| Rassemblement pour Amiens                                |                          |                                            | 1 910        | 8,42         |             |             |        |        |  |
|                                                          | Cédric Maisse            | LFI diss.                                  | 958          | 4,22         |             |             |        |        |  |
| Amiens insoumise                                         |                          |                                            | 958          | 4,22         |             |             |        |        |  |
|                                                          | Bruno Paleni             | LO                                         | 279          | 1,23         |             |             |        |        |  |
| Lutte ouvrière – Faire entendre le camp des travailleurs |                          |                                            | 279          | 1,23         |             |             |        |        |  |
|                                                          |                          |                                            |              |              |             |             |        |        |  |
| Votes valides                                            | Votes valides            | Votes valides                              | 22 668       | 97,23        | 21 350      | 96,66       |        |        |  |
| Votes blancs                                             | Votes blancs             | Votes blancs                               | 234          | 1,00         | 418         | 1,89        |        |        |  |
| Votes nuls                                               | Votes nuls               | Votes nuls                                 | 411          | 1,76         | 319         | 0,44        |        |        |  |
| Total                                                    | Total                    | Total                                      | 23 313       | 100,00       | 22 087      | 100,00      | 55     | 48     |  |
| Abstention                                               | Abstention               | Abstention                                 | 48 773       | 67,66        | 50 085      | 69,40       |        |        |  |
| Inscrits / participation                                 | Inscrits / participation | Inscrits / participation                   | 72 086       | 32,34        | 72 172      | 30,60       |        |        |  |

### Boves
- Maire sortant : Daniel Parisot (DVD)
- 23 sièges à pourvoir au conseil municipal (population légale 2017 : 3 192 habitants)
- 2 sièges à pourvoir au conseil communautaire (CA Amiens Métropole)

| Tête de liste            | Tête de liste            | Liste                    | Premier tour | Premier tour | Second tour | Second tour | Sièges | Sièges |
| Tête de liste            | Tête de liste            | Liste                    | Voix         | %            | Voix        | %           | CM     | CC     |
| ------------------------ | ------------------------ | ------------------------ | ------------ | ------------ | ----------- | ----------- | ------ | ------ |
|                          | Nathalie Coppens         | DVD - LR                 | 555          | 49,68        | 616         | 47,64       | 5      | 0      |
| Les reflets de Boves     |                          |                          | 555          | 49,68        | 616         | 47,64       | 5      | 0      |
|                          | Maryse Vandepitte        | DVD                      | 474          | 42,43        | 677         | 52,35       | 18     | 2      |
| Agir ensemble pour Boves |                          |                          | 474          | 42,43        | 677         | 52,35       | 18     | 2      |
|                          | Frédéric Formentel       | SE                       | 88           | 7,87         |             |             |        |        |
| Boves la renaissance     |                          |                          | 88           | 7,87         |             |             |        |        |
|                          |                          |                          |              |              |             |             |        |        |
| Votes valides            | Votes valides            | Votes valides            | 1 117        | 96,38        | 1 293       | 97,29       |        |        |
| Votes blancs             | Votes blancs             | Votes blancs             | 22           | 1,90         | 16          | 1,20        |        |        |
| Votes nuls               | Votes nuls               | Votes nuls               | 20           | 1,73         | 20          | 1,50        |        |        |
| Total                    | Total                    | Total                    | 1 159        | 100,00       | 1 329       | 100,00      | 23     | 2      |
| Abstention               | Abstention               | Abstention               | 1 292        | 52,71        | 1 125       | 45,84       |        |        |
| Inscrits / participation | Inscrits / participation | Inscrits / participation | 2 451        | 47,29        | 2 454       | 54,16       |        |        |

### Camon
- Maire sortant : Jean-Claude Renaux (PCF)
- 27 sièges à pourvoir au conseil municipal (population légale 2017 : 4 432 habitants)
- 3 sièges à pourvoir au conseil communautaire (CA Amiens Métropole)

|                       | Jean-Claude Renaux | PCF - PS           | 1 245 | 86,39  | 26 | 3 |  |  |
| Vivre Camon 2020-2026 |                    |                    | 1 245 | 86,39  | 26 | 3 |  |  |
|                       | Loïc Folleat       | LREM - MoDem - DVC | 196   | 13,61  | 1  | 0 |  |  |
| Bougeons Camon !      |                    |                    | 196   | 13,61  | 1  | 0 |  |  |
|                       |                    |                    |       |        |    |   |  |  |
| Inscrits              | Inscrits           | Inscrits           | 3 323 | 100,00 |    |   |  |  |
| Abstentions           | Abstentions        | Abstentions        | 1 825 | 54,92  |    |   |  |  |
| Votants               | Votants            | Votants            | 1 498 | 45,08  |    |   |  |  |
| Blancs                | Blancs             | Blancs             | 21    | 1,40   |    |   |  |  |
| Nuls                  | Nuls               | Nuls               | 36    | 2,40   |    |   |  |  |
| Exprimés              | Exprimés           | Exprimés           | 1 441 | 96,19  |    |   |  |  |

### Corbie
- Maire sortant : Alain Babaut (UDI)
- 29 sièges à pourvoir au conseil municipal (population légale 2017 : 6 283 habitants)
- 13 sièges à pourvoir au conseil communautaire (CC du Val de Somme)

|                               | Ludovic Gabrel      | DVG         | 1 107 | 54,85  | 23 | 10 |  |  |
| Pour Corbie,agissons ensemble |                     |             | 1 107 | 54,85  | 23 | 10 |  |  |
|                               | Jean-Baptise Cauchy | DVD         | 911   | 45,14  | 6  | 3  |  |  |
| Servir Corbie                 |                     |             | 911   | 45,14  | 6  | 3  |  |  |
|                               |                     |             |       |        |    |    |  |  |
| Inscrits                      | Inscrits            | Inscrits    | 4 485 | 100,00 |    |    |  |  |
| Abstentions                   | Abstentions         | Abstentions | 2 424 | 54,05  |    |    |  |  |
| Votants                       | Votants             | Votants     | 2 061 | 45,95  |    |    |  |  |
| Blancs                        | Blancs              | Blancs      | 18    | 0,87   |    |    |  |  |
| Nuls                          | Nuls                | Nuls        | 25    | 1,21   |    |    |  |  |
| Exprimés                      | Exprimés            | Exprimés    | 2 018 | 97,91  |    |    |  |  |

### Doullens
- Maire sortant : Christian Vlaeminck (UDI)
- 29 sièges à pourvoir au conseil municipal (population légale 2017 : 6 106 habitants)
- 14 sièges à pourvoir au conseil communautaire (CC du Territoire Nord Picardie)

| Tête de liste                            | Tête de liste            | Liste                    | Premier tour | Premier tour | Second tour | Second tour | Sièges | Sièges |
| Tête de liste                            | Tête de liste            | Liste                    | Voix         | %            | Voix        | %           | CM     | CC     |
| ---------------------------------------- | ------------------------ | ------------------------ | ------------ | ------------ | ----------- | ----------- | ------ | ------ |
|                                          | Christelle Hiver         | DIV - DVD                | 753          | 38,95        | 912         | 47,20       | 22     | 11     |
| Une nouvelle dynamique pour Doullens     |                          |                          | 753          | 38,95        | 912         | 47,20       | 22     | 11     |
|                                          | Romain Delamotte         | DVG                      | 442          | 22,86        | 542         | 28,05       | 4      | 2      |
| Doullens en Grand, Doullens Ensemble     |                          |                          | 442          | 22,86        | 542         | 28,05       | 4      | 2      |
|                                          | Fanny Deléstré           | LR                       | 357          | 18,46        | 318         | 16,45       | 2      | 1      |
| Agir pour Doullens aujourd’hui et demain |                          |                          | 357          | 18,46        | 318         | 16,45       | 2      | 1      |
|                                          | William Ngassam          | LREM - DVC               | 214          | 11,07        | 160         | 8,28        | 1      | 0      |
| Doullens en mouvement                    |                          |                          | 214          | 11,07        | 160         | 8,28        | 1      | 0      |
|                                          | Anne van Dycke           | DVG                      | 167          | 8,63         |             |             |        |        |
| Doullens pour tous                       |                          |                          | 167          | 8,63         |             |             |        |        |
|                                          |                          |                          |              |              |             |             |        |        |
| Votes valides                            | Votes valides            | Votes valides            | 1 933        | 97,38        | 1 932       | 97,87       |        |        |
| Votes blancs                             | Votes blancs             | Votes blancs             | 11           | 0,55         | 15          | 0,76        |        |        |
| Votes nuls                               | Votes nuls               | Votes nuls               | 41           | 2,07         | 27          | 1,37        |        |        |
| Total                                    | Total                    | Total                    | 1 985        | 100,00       | 1 974       | 100,00      | 29     | 14     |
| Abstention                               | Abstention               | Abstention               | 2 367        | 54,39        | 2 371       | 54,57       |        |        |
| Inscrits / participation                 | Inscrits / participation | Inscrits / participation | 4 352        | 45,61        | 4 345       | 45,43       |        |        |

### Flixecourt
- Maire sortant : Patrick Gaillard (PCF)
- 23 sièges à pourvoir au conseil municipal (population légale 2017 : 3 173 habitants)
- 5 sièges à pourvoir au conseil communautaire (CC Nièvre et Somme)

|                                                                        | Patrick Gaillard | PCF         | 654   | 100,00 | 23 | 5 |  |  |
| Liste de rassemblement pour l'avenir de Flixecourt soutenue par le PCF |                  |             | 654   | 100,00 | 23 | 5 |  |  |
|                                                                        |                  |             |       |        |    |   |  |  |
| Inscrits                                                               | Inscrits         | Inscrits    | 2 345 | 100,00 |    |   |  |  |
| Abstentions                                                            | Abstentions      | Abstentions | 1 601 | 68,27  |    |   |  |  |
| Votants                                                                | Votants          | Votants     | 744   | 31,73  |    |   |  |  |
| Blancs                                                                 | Blancs           | Blancs      | 14    | 1,88   |    |   |  |  |
| Nuls                                                                   | Nuls             | Nuls        | 76    | 10,22  |    |   |  |  |
| Exprimés                                                               | Exprimés         | Exprimés    | 654   | 87,90  |    |   |  |  |

### Friville-Escarbotin
- Maire sortante : Nicole Morel (DVG)
- 27 sièges à pourvoir au conseil municipal (population légale 2017 : 4 569 habitants)
- 8 sièges à pourvoir au conseil communautaire (CC du Vimeu)

|                                                   | Nicole Morel | DVG         | 972   | 100,00 | 27 | 8 |  |  |
| Construire demain pour Friville-Escarbotin-Belloy |              |             | 972   | 100,00 | 27 | 8 |  |  |
|                                                   |              |             |       |        |    |   |  |  |
| Inscrits                                          | Inscrits     | Inscrits    | 3 460 | 100,00 |    |   |  |  |
| Abstentions                                       | Abstentions  | Abstentions | 2 266 | 65,49  |    |   |  |  |
| Votants                                           | Votants      | Votants     | 1 194 | 34,51  |    |   |  |  |
| Blancs                                            | Blancs       | Blancs      | 55    | 4,61   |    |   |  |  |
| Nuls                                              | Nuls         | Nuls        | 167   | 13,99  |    |   |  |  |
| Exprimés                                          | Exprimés     | Exprimés    | 972   | 81,41  |    |   |  |  |

### Ham
- Maire sortant : Grégory Labille (LR)
- 27 sièges à pourvoir au conseil municipal (population légale 2017 : 4 611 habitants)
- 11 sièges à pourvoir au conseil communautaire (CC de l'Est de la Somme)

|                       | Eric Legrand    | DVG         | 1 097 | 65,80  | 23 | 9 |  |  |
| Ham ensemble          |                 |             | 1 097 | 65,80  | 23 | 9 |  |  |
|                       | Grégory Labille | LR          | 570   | 34,19  | 4  | 2 |  |  |
| Fiers d'être Hamois ! |                 |             | 570   | 34,19  | 4  | 2 |  |  |
|                       |                 |             |       |        |    |   |  |  |
| Inscrits              | Inscrits        | Inscrits    | 3 056 | 100,00 |    |   |  |  |
| Abstentions           | Abstentions     | Abstentions | 1 350 | 44,18  |    |   |  |  |
| Votants               | Votants         | Votants     | 1 706 | 55,82  |    |   |  |  |
| Blancs                | Blancs          | Blancs      | 12    | 0,70   |    |   |  |  |
| Nuls                  | Nuls            | Nuls        | 27    | 1,58   |    |   |  |  |
| Exprimés              | Exprimés        | Exprimés    | 1 667 | 97,71  |    |   |  |  |

### Longueau
- Maire sortante : Colette Finet  (PCF)
- 29 sièges à pourvoir au conseil municipal (population légale 2017 : 5 621 habitants)
- 4 sièges à pourvoir au conseil communautaire (CA Amiens Métropole)

| Tête de liste                           | Tête de liste            | Liste                    | Premier tour | Premier tour | Second tour | Second tour | Sièges | Sièges |
| Tête de liste                           | Tête de liste            | Liste                    | Voix         | %            | Voix        | %           | CM     | CC     |
| --------------------------------------- | ------------------------ | ------------------------ | ------------ | ------------ | ----------- | ----------- | ------ | ------ |
|                                         | Pascal Ourdouillé        | DVG                      | 678          | 37,15        | 1 054       | 52,17       | 23     | 3      |
| Écouter et agir                         |                          |                          | 678          | 37,15        | 1 054       | 52,17       | 23     | 3      |
|                                         | Nathalie Marchand        | DVG                      | 674          | 36,93        | 786         | 39,91       | 5      | 1      |
| Innover, réussir: rassembler la gauche  |                          |                          | 674          | 36,93        | 786         | 39,91       | 5      | 1      |
|                                         | Fabrice Devaux           | DIV                      | 243          | 13,32        | 180         | 9,91        | 1      | 0      |
| Pour une ville plus belle et plus juste |                          |                          | 243          | 13,32        | 180         | 9,91        | 1      | 0      |
|                                         | Serge Lefeuvre           | EXG                      | 230          | 12,60        |             |             |        |        |
| Longueau d'abord                        |                          |                          | 230          | 12,60        |             |             |        |        |
|                                         |                          |                          |              |              |             |             |        |        |
| Votes valides                           | Votes valides            | Votes valides            | 1 825        | 95,45        | 2 020       | 96,88       |        |        |
| Votes blancs                            | Votes blancs             | Votes blancs             | 45           | 2,35         | 36          | 1,73        |        |        |
| Votes nuls                              | Votes nuls               | Votes nuls               | 42           | 2,20         | 29          | 1,39        |        |        |
| Total                                   | Total                    | Total                    | 1 912        | 100,00       | 2 085       | 100,00      | 29     | 4      |
| Abstention                              | Abstention               | Abstention               | 2 042        | 51,64        | 1 877       | 47,38       |        |        |
| Inscrits / participation                | Inscrits / participation | Inscrits / participation | 3 954        | 48,36        | 3 962       | 52,62       |        |        |

### Montdidier
- Maire sortante : Isabelle Carpentier (SE)
- 29 sièges à pourvoir au conseil municipal (population légale 2017 : 6 255 habitants)
- 15 sièges à pourvoir au conseil communautaire (CC du Grand Roye)

| Tête de liste                                   | Tête de liste               | Liste                    | Premier tour | Premier tour | Second tour | Second tour | Sièges | Sièges |
| Tête de liste                                   | Tête de liste               | Liste                    | Voix         | %            | Voix        | %           | CM     | CC     |
| ----------------------------------------------- | --------------------------- | ------------------------ | ------------ | ------------ | ----------- | ----------- | ------ | ------ |
|                                                 | Catherine Quignon-Le Tyrant | PS                       | 1 090        | 48,53        | 1 228       | 57,06       | 23     | 12     |
| Un nouveau souffle pour Montdidier              |                             |                          | 1 090        | 48,53        | 1 228       | 57,06       | 23     | 12     |
|                                                 | Tony Lheureux               | DVG                      | 496          | 22,08        | 592         | 27,50       | 4      | 2      |
| Imaginons et construisons Montdidier de demain  |                             |                          | 496          | 22,08        | 592         | 27,50       | 4      | 2      |
|                                                 | Jean-Michel Serres          | LR                       | 424          | 18,87        | 332         | 15,42       | 2      | 1      |
| Montdidier au cœur                              |                             |                          | 424          | 18,87        | 332         | 15,42       | 2      | 1      |
|                                                 | Christian Wyttynck          | EÉLV                     | 164          | 7,30         |             |             |        |        |
| Montdidier renaître                             |                             |                          | 164          | 7,30         |             |             |        |        |
|                                                 | Jeannine Rigoulet           | DVD                      | 72           | 3,20         |             |             |        |        |
| L'économie au centre, les Montdidériens au cœur |                             |                          | 72           | 3,20         |             |             |        |        |
|                                                 |                             |                          |              |              |             |             |        |        |
| Votes valides                                   | Votes valides               | Votes valides            | 2 246        | 97,02        | 2 152       | 97,16       |        |        |
| Votes blancs                                    | Votes blancs                | Votes blancs             | 27           | 1,17         | 20          | 0,90        |        |        |
| Votes nuls                                      | Votes nuls                  | Votes nuls               | 42           | 1,81         | 43          | 1,94        |        |        |
| Total                                           | Total                       | Total                    | 2 315        | 100,00       | 2 215       | 100,00      | 29     | 15     |
| Abstention                                      | Abstention                  | Abstention               | 2 059        | 47,07        | 2 161       | 49,38       |        |        |
| Inscrits / participation                        | Inscrits / participation    | Inscrits / participation | 4 374        | 52,93        | 4 376       | 50,62       |        |        |

### Moreuil
- Maire sortant : Dominique Lamotte (SE)
- 27 sièges à pourvoir au conseil municipal (population légale 2017 : 3 980 habitants)
- 11 sièges à pourvoir au conseil communautaire (CC Avre Luce Noye)

|                                                | Dominique Lamotte | DVD         | 736   | 52,87  | 21 | 9 |  |  |
| Expérience et renouveau                        |                   |             | 736   | 52,87  | 21 | 9 |  |  |
|                                                | Johan Logeart     | SE          | 522   | 37,50  | 5  | 2 |  |  |
| Toujours unis pour Moreuil                     |                   |             | 522   | 37,50  | 5  | 2 |  |  |
|                                                | Bruno Ehrhardt    | DVG         | 134   | 9,62   | 1  | 0 |  |  |
| Coopérative écologique et sociale pour Moreuil |                   |             | 134   | 9,62   | 1  | 0 |  |  |
|                                                |                   |             |       |        |    |   |  |  |
| Inscrits                                       | Inscrits          | Inscrits    | 2 929 | 100,00 |    |   |  |  |
| Abstentions                                    | Abstentions       | Abstentions | 1 496 | 51,08  |    |   |  |  |
| Votants                                        | Votants           | Votants     | 1 433 | 48,92  |    |   |  |  |
| Blancs                                         | Blancs            | Blancs      | 18    | 1,26   |    |   |  |  |
| Nuls                                           | Nuls              | Nuls        | 23    | 1,61   |    |   |  |  |
| Exprimés                                       | Exprimés          | Exprimés    | 1 392 | 97,14  |    |   |  |  |

### Péronne
- Maire sortante : Thérèse Dheygers (UDI)
- 29 sièges à pourvoir au conseil municipal (population légale 2017 : 7 579 habitants)
- 18 sièges à pourvoir au conseil communautaire (CC de la Haute Somme)

| Tête de liste                          | Tête de liste            | Liste                    | Premier tour | Premier tour | Second tour | Second tour | Sièges | Sièges |
| Tête de liste                          | Tête de liste            | Liste                    | Voix         | %            | Voix        | %           | CM     | CC     |
| -------------------------------------- | ------------------------ | ------------------------ | ------------ | ------------ | ----------- | ----------- | ------ | ------ |
|                                        | Valérie Kumm             | PS                       | 720          | 30,44        | 979         | 38,61       | 5      | 3      |
| Ensemble redonnons un avenir à Péronne |                          |                          | 720          | 30,44        | 979         | 38,61       | 5      | 3      |
|                                        | Gautier Maes             | DVC                      | 655          | 27,69        | 1 004       | 39,60       | 21     | 13     |
| Avec Vous                              |                          |                          | 655          | 27,69        | 1 004       | 39,60       | 21     | 13     |
|                                        | Thérèse Dheygers         | UDI                      | 531          | 22,45        | 552         | 21,77       | 3      | 2      |
| Générations Péronne                    |                          |                          | 531          | 22,45        | 552         | 21,77       | 3      | 2      |
|                                        | Thierry Cazy             | MoDem - DVC              | 230          | 9,72         |             |             |        |        |
| Tout Commence                          |                          |                          | 230          | 9,72         |             |             |        |        |
|                                        | Geoffrey Fournier        | RN                       | 140          | 5,91         |             |             |        |        |
| Ravivons la flamme                     |                          |                          | 140          | 5,91         |             |             |        |        |
|                                        | Mathieu Huguet           | DVD                      | 89           | 3,76         |             |             |        |        |
| Agir pour Péronne                      |                          |                          | 89           | 3,76         |             |             |        |        |
|                                        |                          |                          |              |              |             |             |        |        |
| Votes valides                          | Votes valides            | Votes valides            | 2 365        | 97,29        | 2 535       | 97,61       |        |        |
| Votes blancs                           | Votes blancs             | Votes blancs             | 28           | 1,15         | 36          | 1,39        |        |        |
| Votes nuls                             | Votes nuls               | Votes nuls               | 38           | 1,56         | 26          | 1,00        |        |        |
| Total                                  | Total                    | Total                    | 2 431        | 100,00       | 2 597       | 100,00      | 29     | 18     |
| Abstention                             | Abstention               | Abstention               | 3 078        | 55,87        | 2 922       | 52,94       |        |        |
| Inscrits / participation               | Inscrits / participation | Inscrits / participation | 5 509        | 44,13        | 5 519       | 47,06       |        |        |

### Rivery
- Maire sortant : Bernard Bocquillon (PS)
- 27 sièges à pourvoir au conseil municipal (population légale 2017 : 3 552 habitants)
- 2 sièges à pourvoir au conseil communautaire (CA Amiens Métropole)

|                                       | Bernard Bocquillon | PS          | 830   | 71,06  | 23 | 2 |  |  |
| Agir ensemble pour l’avenir de Rivery |                    |             | 830   | 71,06  | 23 | 2 |  |  |
|                                       | Jacques Nowak      | DVG         | 338   | 28,93  | 4  | 0 |  |  |
| Nouveau printemps pour Rivery         |                    |             | 338   | 28,93  | 4  | 0 |  |  |
|                                       |                    |             |       |        |    |   |  |  |
| Inscrits                              | Inscrits           | Inscrits    | 2 706 | 100,00 |    |   |  |  |
| Abstentions                           | Abstentions        | Abstentions | 1 501 | 55,47  |    |   |  |  |
| Votants                               | Votants            | Votants     | 1 205 | 44,53  |    |   |  |  |
| Blancs                                | Blancs             | Blancs      | 22    | 1,83   |    |   |  |  |
| Nuls                                  | Nuls               | Nuls        | 15    | 1,24   |    |   |  |  |
| Exprimés                              | Exprimés           | Exprimés    | 1 168 | 96,93  |    |   |  |  |

### Rosières-en-Santerre
- Maire sortant : Daniel Prouille (DVD)
- 23 sièges à pourvoir au conseil municipal (population légale 2017 : 3 008 habitants)
- 8 sièges à pourvoir au conseil communautaire (CC Terre de Picardie)

|                                        | Françoise Maille-Barbare | DVD         | 627   | 55,88  | 18 | 6 |  |  |
| Du cœur et des projets pour Rosières ! |                          |             | 627   | 55,88  | 18 | 6 |  |  |
|                                        | Eric Proot               | SE          | 495   | 44,11  | 5  | 2 |  |  |
| Une nouvelle dynamique                 |                          |             | 495   | 44,11  | 5  | 2 |  |  |
|                                        |                          |             |       |        |    |   |  |  |
| Inscrits                               | Inscrits                 | Inscrits    | 2 268 | 100,00 |    |   |  |  |
| Abstentions                            | Abstentions              | Abstentions | 1 096 | 48,32  |    |   |  |  |
| Votants                                | Votants                  | Votants     | 1 172 | 51,68  |    |   |  |  |
| Blancs                                 | Blancs                   | Blancs      | 14    | 1,19   |    |   |  |  |
| Nuls                                   | Nuls                     | Nuls        | 36    | 3,07   |    |   |  |  |
| Exprimés                               | Exprimés                 | Exprimés    | 1 122 | 95,73  |    |   |  |  |

### Roye
- Maire sortant : Pascal Delnef (PS)
- 29 sièges à pourvoir au conseil municipal (population légale 2017 : 5 786 habitants)
- 14 sièges à pourvoir au conseil communautaire (CC du Grand Roye)

| Tête de liste      | Tête de liste    | Liste       | Premier tour | Premier tour | Sièges | Sièges |
| Tête de liste      | Tête de liste    | Liste       | Voix         | %            | CM     | CC     |
| ------------------ | ---------------- | ----------- | ------------ | ------------ | ------ | ------ |
|                    | Pascal Delnef    | PS          | 1 265        | 74,41        | 26     | 12     |
| En Toute Sincérité |                  |             | 1 265        | 74,41        | 26     | 12     |
|                    | Olivier Spinelli | NGeS        | 435          | 25,58        | 3      | 2      |
| Roye Qui Revit     |                  |             | 435          | 25,58        | 3      | 2      |
|                    |                  |             |              |              |        |        |
| Inscrits           | Inscrits         | Inscrits    | 3 773        | 100,00       |        |        |
| Abstentions        | Abstentions      | Abstentions | 1 970        | 52,21        |        |        |
| Votants            | Votants          | Votants     | 1 803        | 47,79        |        |        |
| Blancs             | Blancs           | Blancs      | 38           | 2,11         |        |        |
| Nuls               | Nuls             | Nuls        | 65           | 3,61         |        |        |
| Exprimés           | Exprimés         | Exprimés    | 1 700        | 94,29        |        |        |

### Rue
- Maire sortant : Richard Renard (DVD)
- 23 sièges à pourvoir au conseil municipal (population légale 2017 : 3 101 habitants)
- 7 sièges à pourvoir au conseil communautaire (CC Ponthieu-Marquenterre)

| Tête de liste                                | Tête de liste  | Liste       | Premier tour | Premier tour | Sièges | Sièges |
| Tête de liste                                | Tête de liste  | Liste       | Voix         | %            | CM     | CC     |
| -------------------------------------------- | -------------- | ----------- | ------------ | ------------ | ------ | ------ |
|                                              | Jacky Thueux   | DVG         | 647          | 51,14        | 18     | 6      |
| Une équipe pour l'avenir                     |                |             | 647          | 51,14        | 18     | 6      |
|                                              | Richard Renard | DVD         | 618          | 48,85        | 5      | 1      |
| Ensemble, continuons pour Rue et ses hameaux |                |             | 618          | 48,85        | 5      | 1      |
|                                              |                |             |              |              |        |        |
| Inscrits                                     | Inscrits       | Inscrits    | 2 278        | 100,00       |        |        |
| Abstentions                                  | Abstentions    | Abstentions | 951          | 41,75        |        |        |
| Votants                                      | Votants        | Votants     | 1 327        | 58,25        |        |        |
| Blancs                                       | Blancs         | Blancs      | 26           | 1,96         |        |        |
| Nuls                                         | Nuls           | Nuls        | 36           | 2,71         |        |        |
| Exprimés                                     | Exprimés       | Exprimés    | 1 265        | 95,33        |        |        |

### Salouël
- Maire sortant : Jean-René Hémart (DVD)
- 27 sièges à pourvoir au conseil municipal (population légale 2017 : 3 979 habitants)
- 3 sièges à pourvoir au conseil communautaire (CA Amiens Métropole)

| Tête de liste              | Tête de liste   | Liste       | Premier tour | Premier tour | Sièges | Sièges |
| Tête de liste              | Tête de liste   | Liste       | Voix         | %            | CM     | CC     |
| -------------------------- | --------------- | ----------- | ------------ | ------------ | ------ | ------ |
|                            | Franck Darragon | LC          | 729          | 100,00       | 27     | 3      |
| Agir ensemble pour Salouël |                 |             | 729          | 100,00       | 27     | 3      |
|                            |                 |             |              |              |        |        |
| Inscrits                   | Inscrits        | Inscrits    | 2 331        | 100,00       |        |        |
| Abstentions                | Abstentions     | Abstentions | 1 527        | 65,51        |        |        |
| Votants                    | Votants         | Votants     | 804          | 34,49        |        |        |
| Blancs                     | Blancs          | Blancs      | 26           | 3,23         |        |        |
| Nuls                       | Nuls            | Nuls        | 49           | 6,09         |        |        |
| Exprimés                   | Exprimés        | Exprimés    | 729          | 90,67        |        |        |

### Villers-Bretonneux
- Maire sortant : Patrick Simon (DVD)
- 27 sièges à pourvoir au conseil municipal (population légale 2017 : 4 464 habitants)
- 9 sièges à pourvoir au conseil communautaire (CC du Val de Somme)

| Tête de liste                                   | Tête de liste            | Liste                    | Premier tour | Premier tour | Second tour | Second tour | Sièges | Sièges |
| Tête de liste                                   | Tête de liste            | Liste                    | Voix         | %            | Voix        | %           | CM     | CC     |
| ----------------------------------------------- | ------------------------ | ------------------------ | ------------ | ------------ | ----------- | ----------- | ------ | ------ |
|                                                 | Didier Dinouard          | DVD                      | 754          | 44,11        | 608         | 41,47       | 20     | 7      |
| Villers autrement                               |                          |                          | 754          | 44,11        | 608         | 41,47       | 20     | 7      |
|                                                 | Éric Lavoisier           | E! - PCF                 | 439          | 25,68        | 354         | 24,14       | 3      | 1      |
| Bien Vivre à Villers-Bretonneux                 |                          |                          | 439          | 25,68        | 354         | 24,14       | 3      | 1      |
|                                                 | Patrick Simon            | DVD                      | 319          | 18,66        | 410         | 27,96       | 4      | 1      |
| Pour un engagement durable à Villers-Bretonneux |                          |                          | 319          | 18,66        | 410         | 27,96       | 4      | 1      |
|                                                 | Anne Malarme             | SE                       | 197          | 11,52        | 94          | 6,41        | 0      | 0      |
| Alors osons                                     |                          |                          | 197          | 11,52        | 94          | 6,41        | 0      | 0      |
|                                                 |                          |                          |              |              |             |             |        |        |
| Votes valides                                   | Votes valides            | Votes valides            | 1 709        | 97,77        | 1 466       | 98,06       |        |        |
| Votes blancs                                    | Votes blancs             | Votes blancs             | 14           | 0,80         | 15          | 1,00        |        |        |
| Votes nuls                                      | Votes nuls               | Votes nuls               | 25           | 1,43         | 14          | 0,94        |        |        |
| Total                                           | Total                    | Total                    | 1 748        | 100,00       | 1 495       | 100,00      | 27     | 9      |
| Abstention                                      | Abstention               | Abstention               | 1 714        | 49,51        | 1 972       | 56,88       |        |        |
| Inscrits / participation                        | Inscrits / participation | Inscrits / participation | 3 462        | 50,49        | 3 467       | 43,12       |        |        |